# Immobiliarmiete
Unter Immobiliarmiete (kurz Miete) versteht man die entgeltliche Gebrauchsüberlassung von Wohnräumen sowie das Mieten von Geschäftsräumen.

## Allgemeines
Das Mietrecht sieht den Mietzins, alltagssprachlich „die Miete“, sowohl für bewegliche Sachen (Mobiliarmiete; beispielsweise Mietwagen) als auch für Immobilien (etwa Mietshäusern) vor. Bei letzteren ist die Miete (aus Sicht des Mieters Kaltmiete) eine Nutzungsgebühr, die der Vermieter (Eigentümer der Immobilie) für die Überlassung einer Wohnung oder von Geschäftsräumen vom Mieter aus dem abgeschlossenen Mietvertrag verlangen kann. Die Höhe der Miete, aber auch Kündigungsfristen und andere Vertragsbestandteile eines Mietvertrags, unterliegen im Rahmen des Mietrechts besonderen Anforderungen, weil hier das Vertragsrecht mit dem in vielen Rechtsordnungen geschützten Recht auf die Unverletzlichkeit der Wohnung kollidiert. Daraus ergeben sich besondere Anforderungen an den Mieterschutz für Privatpersonen.
Diese Anforderungen waren und sind stets Gegenstand sozialer und politischer Auseinandersetzungen. Diese reichen von Fachdebatten zwischen den Verbänden der Mieter- und Vermieterorganisationen bis zum Mietstreik. Dabei setzen sich die Mieter – wie bei einem Mietrückstand – der Kündigung von Mietverträgen und der Zwangsräumung aus.

## Rechtsfamilien

### Deutscher Rechtskreis
Das Mietrecht ist in Deutschland insbesondere im BGB geregelt. Es betrachtet die Wohnungs- und Geschäftsraummiete als vertragliches Schuldverhältnis und regelt sie im 8. Abschnitt des 2. Buchs des Bürgerlichen Gesetzbuches; sie entfaltet nur schuldrechtliche, keine dingliche Wirkung. Systematisch enthält das BGB hierin die allgemeinen Vorschriften für Mietverhältnisse (§§ 535 bis § 548 BGB), Mietverhältnisse über Wohnraum (§§ 549 bis § 577a BGB) und Mietverhältnisse über andere Sachen (§§ 578 bis § 580a BGB).
Das deutsche Recht unterscheidet ferner zwischen bloßer Gebrauchsüberlassung, der Miete und der zusätzlichen Erlaubnis der Fruchtziehung (der Pacht). Die Pacht unterliegt, wenn sie als Landpachtvertrag gestaltet ist, den Sonderregeln der §§ 585 ff. BGB. Nach § 581 Abs. 2 BGB sind die Regelungen des Mietrechts aber auf Pachtverträge entsprechend anzuwenden, soweit sich nicht aus den §§ 584 bis § 584b BGB etwas anderes ergibt.
Das Bundesgesetz vom 12. November 1981 über das Mietrecht (Mietrechtsgesetz, MRG) enthält in seinem Anwendungsbereich spezielle Regelungen über die Miete von Wohn- und Geschäftsräumen. Es definiert die Haupt- und Untermiete (§ 2 MRG), da die Vorschriften des MRG einen Hauptmietvertrag voraussetzen. Für Untermietverträge gelten die allgemeinen Regeln über Bestandverträge im Allgemeinen Bürgerlichen Gesetzbuch (ABGB). Das MRG regelt auch die Erhaltung (§ 3 MRG), die Verbesserungen durch bautechnische Maßnahmen (§§ 4 ff. MRG) sowie Kündigungsfragen (§§ 30 ff. MRG).
Subsidiär gelten die Regelungen über den Bestandvertrag im Allgemeinen bürgerlichen Gesetzbuch (ABGB). Ein Vertrag, wodurch jemand den Gebrauch einer unverbrauchbaren Sache auf eine gewisse Zeit und gegen einen bestimmten Preis erhält, heißt Bestandvertrag (§ 1090 ABGB). Bestandverträge sind sowohl die Miet- als auch die Pachtverträge. Die Unterscheidung ergibt sich aus § 1091 ABGB: Eine Sache, die sich ohne weitere Bearbeitung gebrauchen lässt, ist eine Mietsache, kann sie nur durch Fleiß und Mühe benutzt werden, liegt ein Pachtvertrag vor.
Die Miete ist in Österreich zwar als dingliches Recht grundbuchfähig; die Wirkung der Eintragung erschöpft sich jedoch darin, dass ein neuer Eigentümer die Miete gegen sich gelten lassen muss.
Der Mietvertrag ist den Art. 253 ff. OR geregelt. Durch den Mietvertrag verpflichtet sich der Vermieter gemäß Art. 253 OR, dem Mieter eine Sache zum Gebrauch zu überlassen, und der Mieter, dem Vermieter dafür einen Mietzins zu leisten. Der Mietzins ist in der Regel gemäß Art. 269a OR nicht missbräuchlich, wenn er insbesondere im Rahmen der orts- oder quartierüblichen Mietzinse liegt, durch Kostensteigerungen oder Mehrleistungen des Vermieters begründet ist, bei neueren Bauten im Rahmen der kostendeckenden Bruttorendite liegt, lediglich dem Ausgleich einer Mietzinsverbilligung dient, die zuvor durch Umlagerung marktüblicher Finanzierungskosten gewährt wurde, und in einem dem Mieter im Voraus bekanntgegebenen Zahlungsplan festgelegt ist, lediglich die Teuerung auf dem risikotragenden Kapital ausgleicht oder das Ausmaß nicht überschreitet, das Vermieter- und Mieterverbände oder Organisationen, die ähnliche Interessen wahrnehmen, in ihren Rahmenverträgen empfehlen.
Neben den Bestimmungen des OR ist vor allem die Verordnung über die Miete und Pacht von Wohn- und Geschäftsräumen (VMWG) vom Mai 1990 maßgebend.

### Französischer Rechtskreis
Das französische Recht fasst den Mietvertrag (französisch contrat de bail) in römisch-rechtlicher Tradition als Unterform des contrat de louage (die römische locatio conductio) auf. Der contrat de louage erfasst die Überlassung von Sachen (französisch louage de choses, lateinisch locatio conductio rei) und Diensten (französisch louage d'ouvrage, locatio conductio operarum). Weder zwischen Dienst- und Werkvertrag noch zwischen Miete (französisch bail à loyer) und Pacht (französisch bail à ferme) wird einheitlich und exakt in den Art. 1714 ff. Code civil unterschieden. Das Wohnraummietrecht ist weitestgehend durch Sonderrecht ersetzt (Gesetz Nr. 89–624, französisch tendant à améliorer les rapports locatifs).

### Skandinavischer Rechtskreis
Das Immobiliarmietrecht Schwedens (schwedisch hyra) wird weitestgehend durch das 12. Kapitel des Bodengesetzbuches (schwedisch jordabalk) von 1970 festgesetzt; es ist systematisch dem Sachenrecht zuzurechnen. Das schwedische Recht unterscheidet dabei zwischen Miete (schwedisch hyra) und Pacht (schwedisch arrende). Die grobe deutsche Übersetzung mit Miete bzw. Pacht gibt den sachlichen Unterschied zwischen beiden jedoch nur verzerrt wieder: Der Unterschied besteht nicht in der Art, sondern im Objekt der Überlassung; während die hyra die Überlassung eines Gebäudes oder Gebäudeteils bezeichnet, meint schwedisch jord die Überlassung von Land.

### Common Law
Nach angloamerikanischem Recht kann Wohnraum (englisch dwelling) durch eine Lizenzierung (englisch licence) oder Miete (englisch lease) zum Gebrauch überlassen werden. Durch licence entsteht ein rein schuldrechtlich wirkendes Verhältnis, der licensee hat keinen ausschließlichen Besitz. Sachenrechtlich ausgestaltet ist hingegen die lease. Das englische Recht hat aus historischen Gründen – alles Land gehört der Krone – nie ein dem kontinentaleuropäischen Recht vergleichbares Eigentum an Grund ausgebildet. Vielmehr werden die Herrschaftsrechte daran in Volleigentum (englisch freehold; zeitlich unbeschränkt, entspricht etwa dem Volleigentum) und zeitlich beschränkt (englisch leasehold) eingeteilt. Die lease wird nach schuldrechtlichem Vertrag durch Übertragung (englisch conveyance) übertragen; die Vertragsparteien sind der Vermieter (englisch landlord) und der Mieter (englisch tenant).

## Rechtsvergleichende Analyse

### Überlassung von Geschäftsräumen

#### Mietzinsrecht
Das Entgelt, das der Mieter dem Vermieter als Gegenleistung für die Überlassung zu entrichten hat, heißt Mietzins. In allen großen Rechtsordnungen herrscht für Anfangsmiete Vertragsfreiheit: Die Parteien können die Miethöhe frei vereinbaren. Eine Besonderheit kennt die französische Rechtspraxis: Der Mieter muss zu Beginn des Mietverhältnisses dem Vermieter ein sogenanntes Eintrittsgeld (französisch pas de porte) zahlen. Dessen Rechtsnatur wie auch sein Sinn sind umstritten: Er wurde damit verteidigt, dass sich der Mieter durch den pas de porte das hohe Niveau an Kündigungsschutz in Frankreich erst „erkaufen“ müsse.